# 薄萼坡油甘
薄萼坡油甘（学名：Smithia ciliata）为豆科坡油甘屬下的一个种。

## 扩展阅读
- 維基物種上的相關：薄萼坡油甘